# Andrónico Lukšić Abaroa
Antonio Andrónico Lukšić Abaroa (Calama, 5 de noviembre de 1926-Santiago, 18 de agosto de 2005) fue un empresario chileno. Fundador y presidente de los holding Antofagasta plc y Quiñenco.

## Primeros años

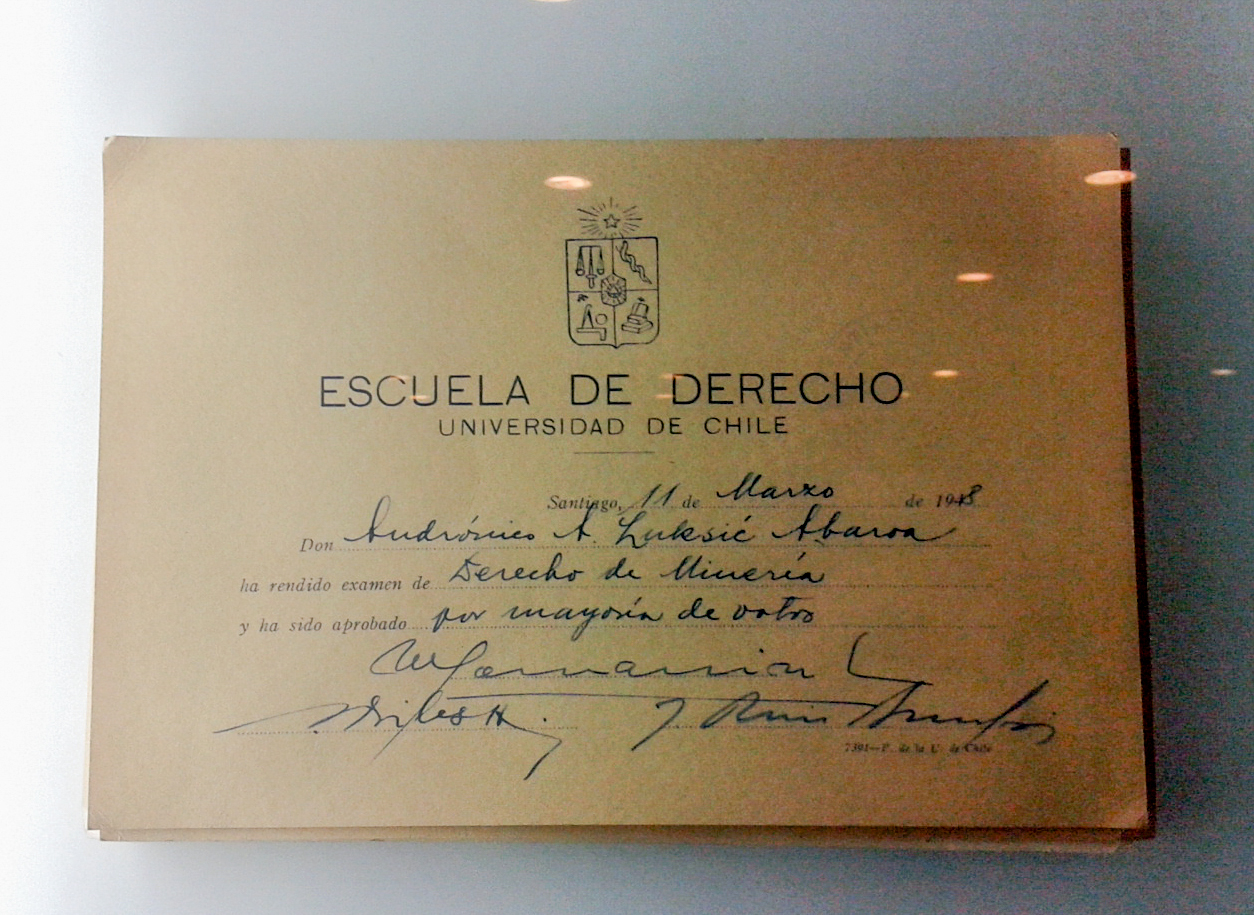
Diploma de la Facultad de Derecho de la Universidad de Chile obtenido por Lukšić en 1948.

Andrónico Lukšić nació en Calama en 1926, era hijo del inmigrante croata Polikarp Lukšić Ljubetić y de la boliviana Elena Abaroa Córdoba —hija del empresario Andrónico Abaroa Rivero, dueño de la planta eléctrica de Calama, y de Lastenia Córdoba; y nieta del empresario y héroe de guerra boliviano Eduardo Abaroa Hidalgo—.
Estudió en el Colegio Hispano Americano, en Santiago, y posteriormente entró a la carrera de derecho en la Universidad de Chile, donde egresó el 11 de marzo de 1948, rindiendo su examen en derecho minero, pero nunca se tituló.
Tras salir de la universidad, emigró a Francia, financiado por su madre, para estudiar economía en la Universidad de La Sorbonne, en París, pero desertó al primer día de clases. Entonces se dedicó al mercado cambiario informal de libras y francos, aprovechando la especulación provocada por los Acuerdos de Bretton Woods. Ello le permitió acumular USD 30 000, con los que regresó a Chile, los que invirtió en una concesionaria Ford y una casa de cambio en Antofagasta, en sociedad con su tío materno Luis Abaroa.

## Carrera empresarial
Comenzó su carrera empresarial en 1952, cuando compró el 25 % de una compañía minera de capitales franceses que explotaba el yacimiento cuprífero de Portezuelo, de la que llegó a poseer finalmente el 70 %. En 1954, el consorcio japonés Nippon Mining se interesó por la mina y ofreció comprársela a Lukšić, tras lo cual compró el 30 % restante de la empresa, y recibió medio millón de dólares por la totalidad de las acciones, en el que fue su primer gran negocio.
Tras sus inicios mineros, Lukšić comenzó a diversificar sus inversiones en la década de 1960, y se asentó definitivamente en Santiago en 1964. Los negocios industriales y financieros los agrupó en el holding Quiñenco —fundado en 1957 como Sociedad Forestal Quiñenco— y las compañías mineras en Antofagasta plc, creada en 1980 como Antofagasta Holdings, tras la compra por Lukšić del Ferrocarril de Antofagasta a Bolivia (FCAB). El grupo Lukšić maneja el Banco de Chile, CCU y Madeco, entre otras empresas.
Andrónico Lukšić decidió retirarse de sus labores ejecutivas en enero de 2002, para dedicarse a «lo que más le gustaba: su familia, su querida Croacia y la ayuda social». Pese a lo anterior, mantuvo la presidencia de Antofagasta plc hasta 2004, cuando la traspasó a su hijo Jean-Paul Luksić. Ese mismo año, fue considerado el hombre más rico de Chile por la revista Forbes, estimándose su patrimonio en USD 3 400 millones. Tras su muerte en 2005, la familia Lukšić, encabezada por su viuda Iris Fontbona, ha seguido apareciendo en la lista de Forbes como uno de los grupos con mayor riqueza del país.

## Filantropía
Fundación Luksic es la primera y la más antigua de las fundaciones de la familia Luksic, su historia comenzó con el trabajo filantrópico realizado en la década de 1960 por Andrónico Luksic Abaroa. El año 2000 se crea oficialmente la organización bajo el nombre de Fundación Luksic, con el objetivo aumentar la calidad de educación para niños, niñas y jóvenes mejorando así sus trayectorias de vida. El año 2005, la hija de Andrónico Luksic Abaroa, Paola Luksic Fontbona, asumió la presidencia de la Fundación. A lo largo de su historia, la institución ha buscado promover la educación de calidad, entendiendo la formación como un pilar fundamental para el desarrollo de mejores oportunidades. Así es que durante el año 2020 Fundación Luksic se reestructura con base en cuatro áreas de acción: Formación, Emprendimiento, Gestión Social y Desarrollo Territorial. 
Hoy Fundación Luksic agrupa  y gestiona también los aportes y donaciones que realiza la familia Luksic a las grandes causas de Chile, como la Teletón, las catástrofes naturales o la crisis producto de la pandemia en 2020. 

## Vida personal

### Matrimonios e hijos
Se casó en Antofagasta el 12 de junio de 1953 con Ena del Carmen Craig Monett, con quien tuvo dos hijos, Andrónico y Guillermo. Años más tarde, tras la muerte de Craig por una enfermedad cardíaca, se casó en Antofagasta el 8 de febrero de 1962 con Iris Balbina Fontbona González, con quien tuvo tres hijos, María Paola, María Gabriela y Jean-Paul, hoy su viuda es considerada la mujer chilena más rica de su país y de Latinoamérica y en el ranking Forbes como una de las 8 más ricas del mundo con un patrimonio de 28 mil millones de dólares.

### Posición política

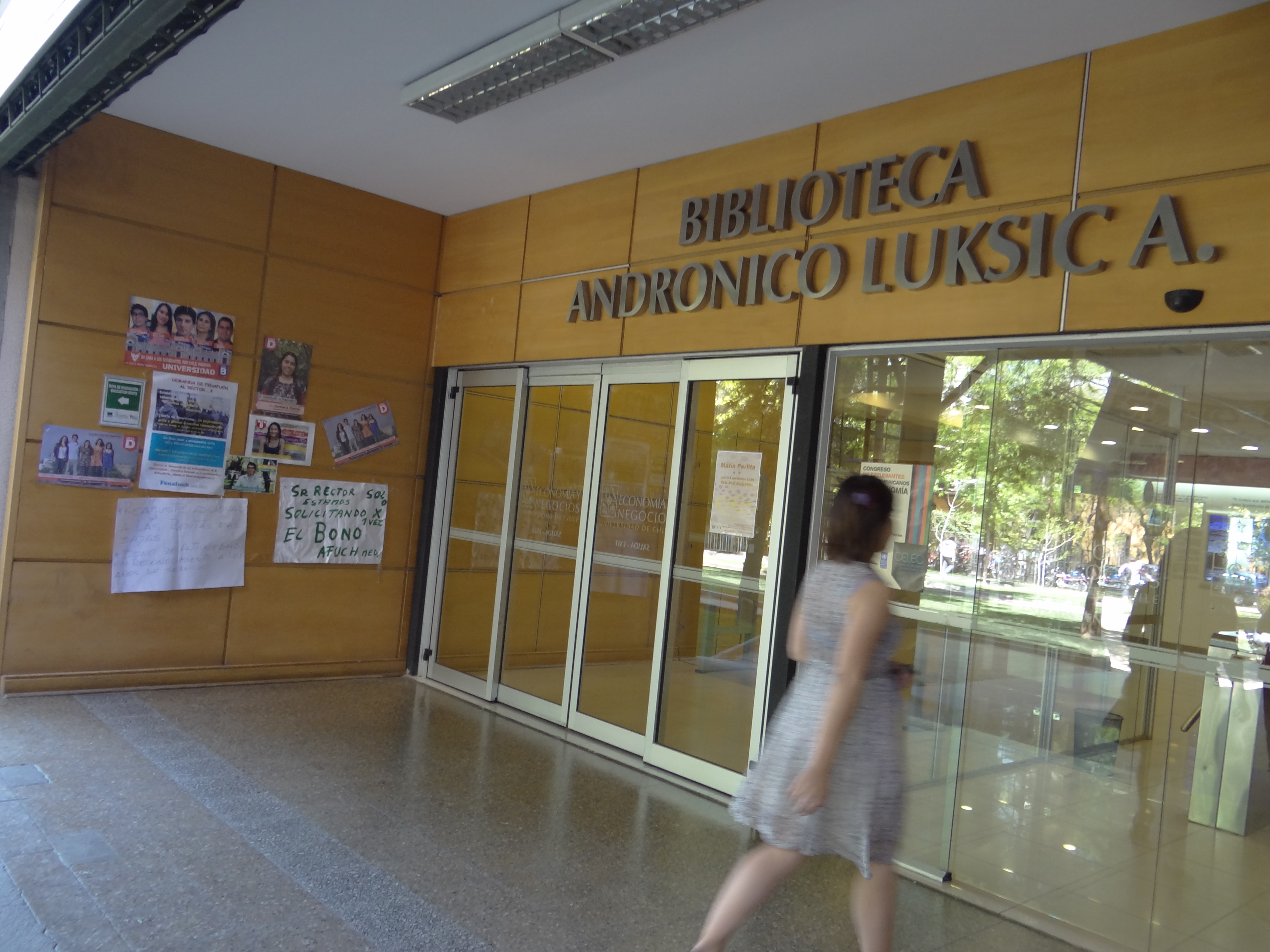
Biblioteca Andrónico Luksic A. en la Facultad de Economía y Negocios de la Universidad de Chile.

Lukšić colaboró con el gobierno del presidente de Croacia Franjo Tuđman (1990-1999), el primero tras la independencia del país, y militante de la Unión Democrática Croata, partido conservador. En el proceso de privatización de las antiguas empresas estatales de la República Federal Socialista de Yugoslavia, el empresario chileno adquirió cerveceras y hoteles, canjeadas por deuda pública. En reconocimiento a su ayuda, Tuđman homenajeó a Andrónico Lukšić en Zagreb, en 1993, en una ceremonia donde le entregó el pasaporte croata y un escudo del país tallado en oro.

## Homenajes
- Biblioteca Andrónico Luksic A. en la Facultad de Economía y Negocios de la Universidad de Chile (2010).[15]
- Complejo Andrónico Luksic Abaroa en la Facultad de Ingeniería de la Pontificia Universidad Católica de Chile (2013).[16]
- Centro Andrónico Luksic Abaroa (CALA) fue inaugurado en 2006 con el objetivo de difundir la actividad minera industrial responsable con la preservación del medio ambiente y desarrollo social.[17]